# 라이언 코크런시글
라이언 코크런시글(영어: Ryan Cochran-Siegle, 1992년 3월 27일~)은 미국의 알파인 스키 선수이다.  올림픽에 2회 참가했으며 2022년 동계 올림픽 남자 슈퍼대회전 종목에서 은메달을 획득했다.